# Boletus rubroflammeus
Boletus rubroflammeus es una especie de hongo boleto en la familia Boletaceae. Fue descrito por primera vez en 1971  partir de ejemplares recolectados en Michigan, se le encuentra en el este de Estados Unidos y México, donde crece en una asociación micorrizal con árboles de madera dura. Los cuerpos fructiferos del hongo tienen sombreros que son color rojo oscuro a rojo púrpura y poros rojo oscuro. El tallo tiene reticulaciones gruesas de color rojo oscuro (crestas en forma de red) y un área amarilla estrecha en la parte superior. Todas las partes del hongo se tiñen rápidamente de azul cuando se lesionan o cortan. Una especie similar es  Boletus flammans ,  de color más claro que crece con coníferas. Otras especies similares se pueden distinguir por diferencias en la distribución, morfología, reacción de tinción y características microscópicas. Los hongos Boletus rubroflammeus son venenosos y pueden causar problemas gastrointestinales si se consumen.

## Hábitat y distribución
Boletus rubroflammeus  es una especie micorrizal, y sus cuerpos fructíferos crecen dispersos o en grupos en el suelo bajo árboles de madera dura. El hongo fructifica en los meses de verano y otoño, y tiende a aparecer después del clima cálido y las fuertes lluvias. Conocido sólo de América del Norte, su distribución se extiende desde Nuevo Inglaterra hacia el sur hasta Tennessee, y hacia el oeste hasta Michigan. También existen registros de su ocurrencia en México.